# Anastiloza
Anastiloza (grč. ana - ponovno, stylos - stup) arheološki je pojam, koji označava djelomičnu rekonstrukciju građevine s originalnim dijelovima. Često se primjenjuje kod vraćanja stupova na njihova stara mjesta i restauracije porušenog stupovlja. Pojam se također ponekad koristi kako bi se opisala tehnika restauracije razbijene arheološke keramike i drugih manjih arheoloških nalaza.

## Metodologija
Namjera je anastiloze ponovna izgradnja uništenog objekta,uz uporabu što je više moguće izvornog materijala,preostalog od i po prije nekoliko tisuća godina uništene građevine.Nakon što su identificirani i prikupljeni fragmenti se ponovo postavljanu na svoja pretpostavljana izvorna mjesta.U slučaju građevina koje se mogu svaki čas urušiti,metoda pretpostavlja temeljito dokumentiranje prethodnog stanja,te potom rastavljanje i ponovno sastavljanje građevine.Pri ovom se uporaba suvremenih materijala i rekonstrukcija smatra prihvatljivom,dakako u što je moguće manjoj mjeri.
Venecijanska povelja iz 1964 navodi kriterije za anastilozu.Prvo treba znanstveno potvrditi prethodno stanje strukture,te zatim utvrditi točna mjesta na koja će komponente biti ponovno vraćene.Potom se može prijeći na dodatne komponente i to u količini minimalno potrebnoj za stabilnost strukture.Dakako ovi materijali moraju biti prepoznatljivi kao nadomjestci izvornih sada nedostajućih dijelova.Nove konstrukcije za zapunjavanje nedostajućih dijelova nisu dozvoljene.

## Kritika
Anastiloza ima svoje protivnike u znanstvenoj zajednici. Naime, metoda sa sobom nosi i nekoliko problema:
Bez obzira koliko su stroge pripremne studije bile greške u interpretaciji rezultirat će pogreškama koje su često nedetektabilne ili nepopravljive u obnovi.
Oštećenje izvornih komponenti praktički je neizbježno.
Element može biti ili je možda ponovno upotrijebljen ili je možda korišten u različitim zgradama ili spomenicima iz različitih razdoblja. Upotreba u jednoj rekonstrukciji onemogućuje njegovu upotrebu u drugima.

## Primjeri

### Grčka
Primitivna je anastiloza izvedena 1836 na Atenskoj akropoli,hram Atene Nike ponovo je podignut od sačuvanih ostataka.Godine 1902, arhitekt Nikolas Balanos koristi anastilozu kako bi rekreirao kolabirane dijelove Partenona ,te restaurirao Erehtejon, i ponovo podigao hram Atene Nike.

### Indija
Humajanova grobnica

### Indonezija
Borobudur na otoku Javi

### Kambodža
Angkor Wat 1908. 

### Drugi primjeri
- Heraklov hram, Agrigent,Italija
- rimsko kazalište u Kartaheni,Španjolska,
- Kazalište u Sabrati,Libija
- Stari Most, Mostar, Bosna i Hercegovina
- Odeion, Turska
- Al Khazneh, Petra, Jordan[1]